# Domenica mattina
Domenica mattina è il primo album della cantautrice italiana Anna Melato, pubblicato dall'etichetta discografica Ricordi nel 1974.
L'orchestra è diretta da Gianni Mazza.

## Tracce

### Lato A
1. Vola
2. Faccia di pietra
3. Gradi meno tre
4. Orient Express
5. Nuvole nuvole

### Lato B
1. Dormitorio pubblico
2. Madame Marilou
3. Coprimi d'amore
4. Era bello
5. Prima che faccia giorno